# Eric Warren Singer
Eric Warren Singer (Los Angeles, 1º agosto 1968) è uno sceneggiatore e produttore cinematografico statunitense.

## Filmografia

### Sceneggiatore
- The International, regia di Tom Tykwer (2009)
- American Hustle - L'apparenza inganna (American Hustle), regia di David O. Russell (2013)
- Fire Squad - Incubo di fuoco (Only the Brave), regia di Joseph Kosinski (2017)
- Top Gun: Maverick, regia di Joseph Kosinski (2022)

### Produttore
- American Hustle - L'apparenza inganna, regia di David O. Russell (2013)

### Attore
- The International, regia di Tom Tykwer (2009)